# Wittgendorf (Zittau)
Wittgendorf ist ein Dorf in der sächsischen Oberlausitz im Landkreis Görlitz an der Grenze zu Polen. Bis zum Zusammenschluss mit Hirschfelde 1999 war Wittgendorf eine selbständige Gemeinde. Seit der Eingliederung von Hirschfelde nach Zittau im Jahr 2007 ist das Dorf ein Ortsteil von Zittau.

## Lage und Ausdehnung
Der Ort liegt linksseitig der Lausitzer Neiße zwischen Zittau und Hirschfelde und erstreckt sich über eine Länge von 3,5 Kilometern. Die Bebauung des Dorfes folgt dabei größtenteils dem Lauf des Wittgendorfer Wassers, das nördliche Ende des Dorfes liegt dabei auf dem Südwesthang des Steinberges. Im Norden grenzt der Ort an den Oberwald. Weiterhin ist das Dorf umgeben von den Orten Oberseifersdorf im Westen, Eckartsberg im Südwesten, Radgendorf im Süden, Drausendorf im Südosten, sowie Hirschfelde und Dittelsdorf im Osten.

## Geschichte

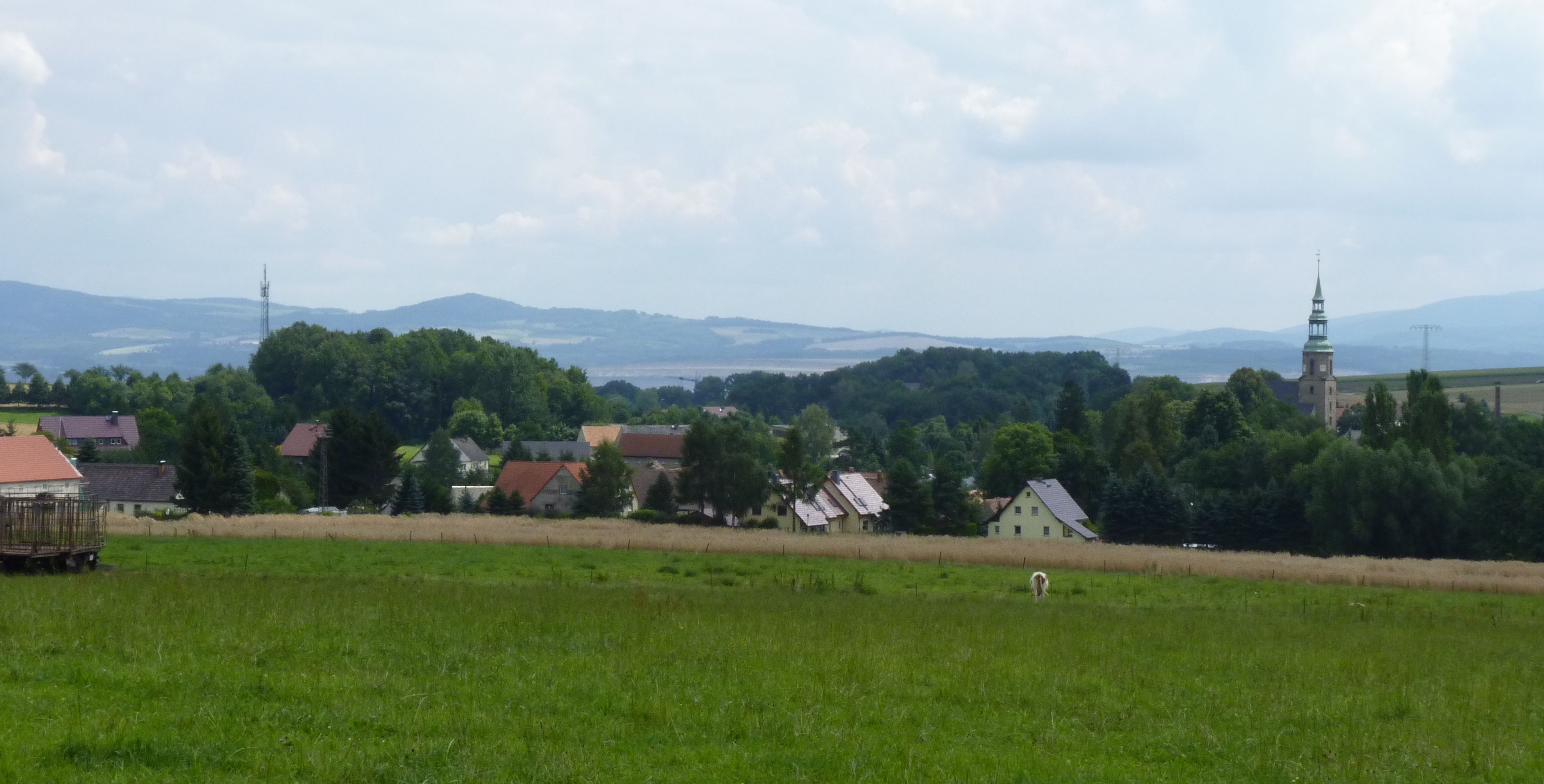
Wittgendorf im Sommer 2010

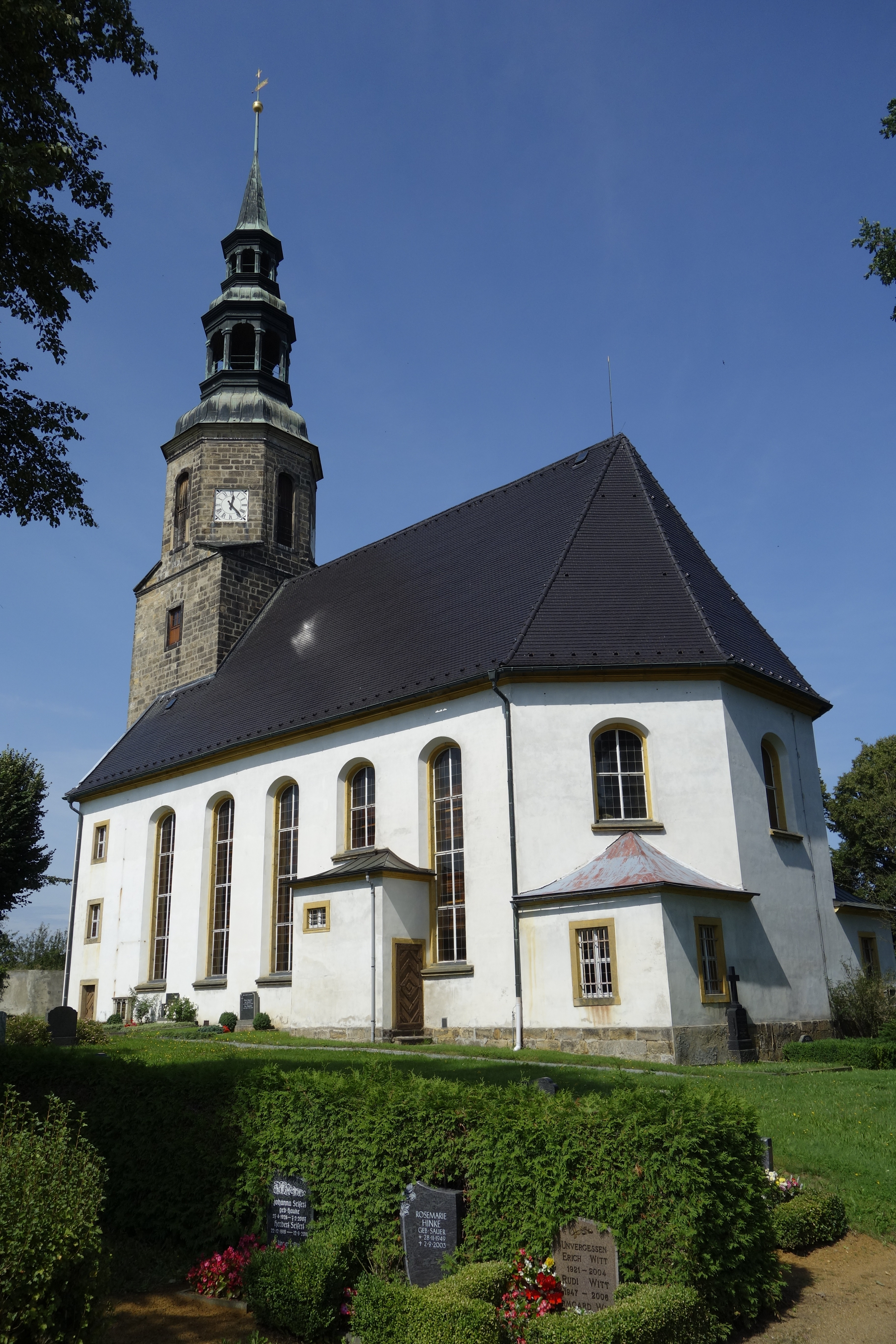
Kirche Wittgendorf (Zittau)

Wittgendorf wird 1322 als Dorf eines Wittiko unter dem Namen Witchendorf erstmals urkundlich erwähnt, seine Gründung dürfte aber im 13. Jahrhundert liegen. Von seiner ursprünglichen Bebauung zählt es zu den Waldhufendörfern. Durch den Lösslehmboden waren die Äcker des Dorfes sehr fruchtbar und so wurden bis heute nahezu alle Wälder abgeholzt, um Platz für die Landwirtschaft zu machen. Im Jahr 1405 wurde der Ort als Rittersitz bezeichnet. Ein Vorwerk in der Nähe der Kirche lässt darauf schließen, dass hier ein adliger Herr über die ausschließlich bäuerliche Siedlung geherrscht hat.
Für das Ende des 14. Jahrhunderts ist verzeichnet, dass ein Teil der Bevölkerung Zinszahlungen an das Zittauer Hospital St. Jakob geleistet hat. 1525 wurde Wittgendorf ein Ratsdorf von Zittau, dies führte zu einem Aufschwung der Hausweberei, da nun die Stoffe an Zittauer Händler verkauft werden konnten. Im Jahr 1840 waren daher über die Hälfte der Einwohner zu Leinewebern geworben. Ein Rückgang der Weberei erfolgte allerdings bis 1900, da nun Stoffe maschinell produziert werden konnten. Die arbeitslosen Weber versuchten sich darauf in der Zigarrenherstellung.
Bis Mitte des 20. Jahrhunderts entwickelte sich Wittgendorf zu einer Arbeitersiedlung für die Werke in Zittau und Hirschfelde. Am 1. Januar 1999 wurde Wittgendorf ein Teil der Gemeinde Hirschfelde, die wiederum am 1. Januar 2007 in die Stadt Zittau eingegliedert wurde.
| Jahr    | Einwohner |
| ------- | --------- |
| 1547    | ca. 150   |
| 1777    | ca. 625   |
| 1834    | 1009      |
| 1855    | 1099      |
| 1871    | 1155      |
| 1890    | 993       |
| 1910    | 1050      |
| 1925    | 1095      |
| 1939    | 1090      |
| 1946    | 1428      |
| 1950    | 1540      |
| 1964    | 1287      |
| 1990    | 872       |
| 2010    | 782       |
| 10/2011 | 767       |
| 10/2012 | 744       |

Der Friedhof in Wittgendorf zählt seit der Eingemeindung zur Gruppe der Friedhöfe in Zittau. Er ist aus einem historischen Kirchhof hervorgegangen und wird als konfessionelle Begräbnisstätte von der Kirchgemeinde Siebenkirchen-Dittelsdorf im Kirchenbezirk Löbau-Zittau der Evangelisch-Lutherischen Landeskirche Sachsens verwaltet.

### Einwohnerentwicklung
Im Jahr 1547 wirtschafteten in Wittgendorf 31 besessene Mann, ab 1777 waren es schon 28 besessene Mann, 29 Gärtner und 68 Häusler.
Im Jahr 1834 erfolgte die erste Bevölkerungserhebung in Sachsen, in der nicht die Besitzverhältnisse, sondern jeder einzelne Einwohner gleichwertig gezählt wurde, damals lebten knapp über 1000 Personen im Ort. Die Bevölkerung vergrößerte sich innerhalb eines halben Jahrhunderts um etwa 150 Einwohner auf 1155 im Jahr 1890. Grund hierfür war die Errichtung der ersten Fabriken im Zittauer Umland und die damit verbundene Ansiedlung von Fabrikarbeitern. Später sank die Einwohnerzahl jedoch wieder. Nach Ende des Zweiten Weltkriegs fanden viele Flüchtlinge in Wittgendorf eine neue Heimat, so dass die Bevölkerung auf über 1500 Einwohner anwuchs.

### Ortsnamensformen
Ortsnamensformen von Wittgendorf sind unter anderem Witchendorf (1322), Wytigendorf (1352), Wytichendorff  (1433), Witchendorf (1552), Wittgendorf (1791) und Wittgendorf b. Zittau (1875). Heute ist wieder die Form Wittgendorf gebräuchlich. Namensgeber des Ortes war wahrscheinlich ein Lokator names Wittiko.

## Ortsteile

### Romerei
Die Romerei ist ein Weiler im Nordwesten von Wittgendorf und ein ehemaliger Ortsteil des Dorfes. Er besteht aus einigen wenigen Bauerngütern und mehreren kleinen Häusern und wird von dem Bach Romereifeldgraben durchflossen. Die Lücke in der Bebauung zwischen Romerei und Wittgendorf wurde mit der Zeit durch einige Neubauten geschlossen.
Ein alter Name des Weilers lautet Romerye und deutet auf den Familiennamen Romer hin. Man nimmt an, dass der Platz von Wittgendorf aus gerodet und besiedelt wurde. Von den Häusern ziehen sich zwei Kilometer lange Hufen am Schanzberg vorbei bis zum Oberwald hin. 1960 entstand hier eine Landwirtschaftliche Produktionsgenossenschaft, die sich 1967 mit den Genossenschaften aus Wittgendorf vereinigte.

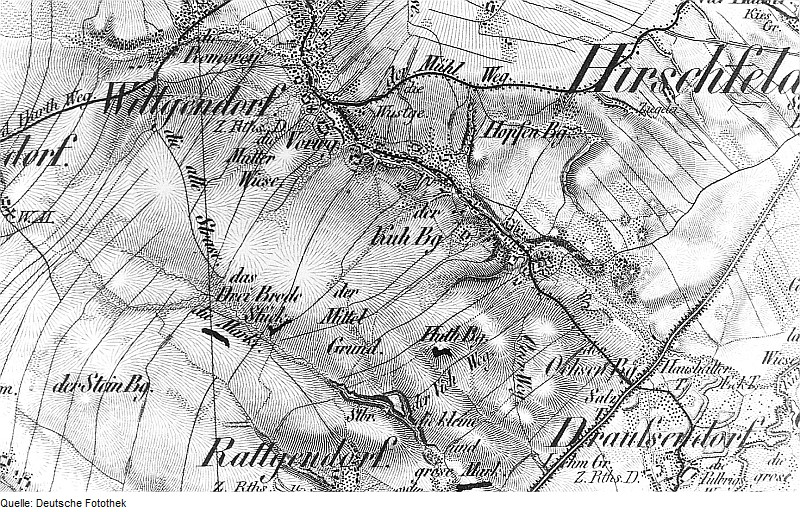
Historische Karte von Wittgendorf mit der Romerei und den Wittgendorfer Feldhäusern